# Сальпа (рід)
Сальпа (Salpa) — центральний рід сальп (Salpae). Зустрічаються як одиночні так і колоніальні види. З семи видів п'ять зустрічаються в Атлантичному океані.

## Класифікація
Згідно з даними World Register of Marine Species (5 березня 2012) рід включає 7 видів:
- Salpa aspera Chamisso, 1819
- Salpa fusiformis Cuvier, 1804
- Salpa gerlachei Foxton, 1961
- Salpa maxima Forskål, 1775
- Salpa thompsoni Foxton, 1961
- Salpa tuberculata Metcalf, 1918
- Salpa younti van Soest, 1973